# Mall of the Emirates
O Mall of the Emirates é um centro comercial localizado em Dubai, nos Emirados Árabes Unidos. É possuído atualmente por Majid Al Futtaim (MAF Holding). É atualmente o segundo maior Centro Comercial do Oriente Médio, atrás do Dubai Mall, inaugurado em 2008. Devem ser superados pelo Mall de Arábia em 2012.
O Mall dos Emirados contém aproximadamente 2,400,000 metros quadrados de lojas e o centro comercial inteiro forma um total de aproximadamente 6.5 milhões de pés quadrados. Em uma perspectiva global, o maio centro comercial do Mundo, o Sul China Mall em Dongguan, na China, contém aproximadamente 7100000 sqft de espaço para compras em um complexo que soma aproximadamente 9600000 sqft. Embora caracteriza as amenidades habituais para um centro comercial (um cinema de quatorze-tela, uma arena de gaming, uma variedade típica de lojas, e um teatro dramático), seus maiores reivindicam afamar é o primeiro declive de esqui em recinto fechado do Oriente Médio, Ski Dubai. Com a área de esqui, um do maior no mundo, o Mall dos Emirados busca se diferenciar da dúzia ou tão outros centros comerciais recentemente completados em Dubai e os emirados circunvizinhos. A metade do centro comercial abriu em 2005 de setembro, então oficialmente abriu em novembro fim 2005 com a inauguração da área de esqui, embora já tinha estado em operação durante várias semanas. Fica situado no Al área de Barsha de Dubai.